# Vytautas Saulis
Vytautas Saulis (ur. 10 kwietnia 1951 w Sėlyne) – litewski inżynier i polityk. Poseł na Sejm Republiki Litewskiej.

## Życiorys
W 1974 uzyskał tytuł inżyniera mechanika na Uniwersytecie Aleksandrasa Stulginskisa.
W latach 1981–1982 i 1974-1978 pracował jako inżynier-mechanik w kolektywnym gospodarstwie L. Giry w Rakiszkach. Od 1978 roku obejmował stanowisko wiceprezesa w kołchozie "Laisvės" w Rakiszkach. W 1989 roku został dyrektorem ds. Hodowli drobiu. 1991 był dyrektorem zarządu w Vengeryn Agricultural Company. Od 1994 do 1997 był managerem w Litewskim Banku Rolnym w Rakiszkach. 1999-2000 - dyrektor handlowy w AB "Obelie Oil".
W 2012 przyjął propozycję kandydowania do Sejmu z ramienia Litewskiej Partii Socjaldemokratycznej. W wyborach w 2012 uzyskał mandat posła na Sejm Republiki Litewskiej.